# Lucia Imperiali
Lucia Imperiali (Varese, 5 maggio 1999) è una pallavolista italiana, libero della Vallecamonica Sebino.

## Carriera

### Club
La carriera di Lucia Imperiali inizia nell'Amatori Orago, in Serie B1, nella stagione 2011-12: resta legata al club di Orago per sei annate.
Nella stagione 2017-18 viene ingaggiata dal Bergamo, in Serie A1. Dopo un triennio in terra orobica, per l'annata 2020-21 veste la maglia del Montecchio Maggiore, in Serie A2.
Per il campionato 2021-22 torna nella massima divisione italiana firmando per l'AGIL, mentre in quello successivo è di nuovo di scena in Serie B1, accettando la proposta della Vallecamonica Sebino.